# Medaglia di Crimea (Regno Unito)
La medaglia di Crimea, in argento, è una decorazione militare britannica conferita dalla regina Vittoria d'Inghilterra a tutti i militari che parteciparono alla guerra di Crimea (1854-1856) contro l'Impero russo.
Questa medaglia è stata conferita anche ad alcuni membri delle forze piemontesi e francesi alleate.

## Insegne
Medagliaè costituita da un disco d'argento sul quale è raffigurata sul diritto l'effigie della regina Vittoria d'Inghilterra rivolto verso sinistra e corredato dai titoli regali con legenda in latino. Sul retro si trovava la figura di un guerriero coronato dalla vittoria. Sul lato in verticale si trovava la scritta "CRIMEA".
Nastroazzurro con una fascia dorata per parte, largo 32 mm.
Barretteper questa medaglia furono istituite cinque barrette ufficiali, dalla caratteristica forma di foglia di quercia con una ghianda ad ogni estremità; la barretta "Azov" era destinata alla marina; non furono conferite medaglie con più di quattro barrette. Le battaglie commemorate dalle barrette erano le seguenti:
- Battaglia di Alma
- Battaglia di Inkerman
- Battaglia d'Azov
- Battaglia di Balaclava
- Assedio di Sebastopoli

Inoltre, erano spesso utilizzate barrette non ufficiali francesi:
- Traktir
- Tchernaia
- Mer d'Azoff
- Malakof.

## Insigniti illustri
- Patrice de Mac-Mahon
- Romolo Gessi
- Giovanni Durando
- Esprit Charles Marie Espinasse
- Giuseppe Govone
- Gustave Cler
- Manfredo Fanti
- Alessandro Asinari di San Marzano
- George Bingham, III conte di Lucan